# Grob G 109

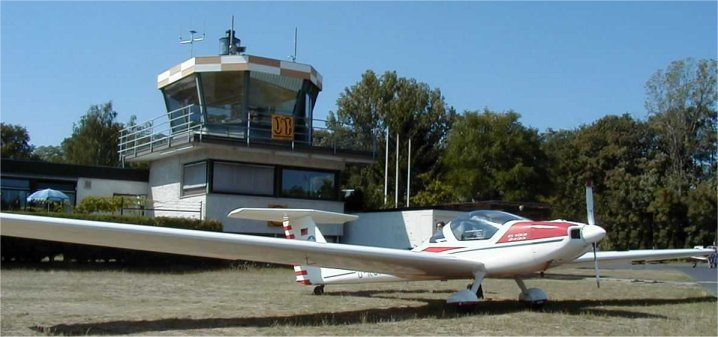
Touringmotorsegler Grob G109A mit dem stärkeren 2400-cm³-Motor

Die Grob G 109 ist ein zweisitziger Touringmotorsegler mit Verstellpropeller der Grob Aircraft AG aus Mindelheim in Schwaben.
Das nicht mehr hergestellte Flugzeug besteht aus modernen Verbundwerkstoffen (GFK), die für eine hohe Oberflächengüte sorgen. Die Entwicklung begann 1979 und mündete 1981 zunächst in die Musterzulassung der Grob G109A. Musterbetreuer ist der am Flugplatz Mainbullau ansässige LTB Korff.

## Grob G 109A
In Ermangelung kostengünstiger und leistungsstarker Motoren wurde in dieses Modell ein 2000 cm³-Limbach-Flugmotor eingebaut, der eine Leistung von 80 PS bei einer Drehzahl von 3400/min entwickelte. Durch den verwendeten Verstellpropeller war die maximale Drehzahl jedoch auf 3200/min begrenzt, was zusätzlich Leistung kostete. Die G 109A wurde ebenso wie ihre Nachfolgerin Grob G 109B serienmäßig mit einem 160-cm-Hoffmann-Verstellpropeller ausgerüstet, der über drei Stellungen verfügt: Start, Reise und Segeln.
Die Flügelspannweite beträgt 16,6 m. Die höchstzulässige Geschwindigkeit (VNE) beträgt 240 km/h, die Reisefluggeschwindigkeit liegt bei 170 km/h, dabei werden etwa 15 Liter Super pro Stunde verbraucht. Der Tank fasst 80 Liter.
Bedingt durch die geringe Motorleistung im Verhältnis zum Gewicht waren die Steigleistungen insbesondere bei Regen und hohen Temperaturen mäßig. Daher wurde das Nachfolgemodell G 109B mit einem von Grob selbst entwickelten Motor mit einer Leistung von 87 PS ausgestattet.
Dennoch war der G 109A bei ihren Piloten beliebt, weil sie als damals modernstes Flugzeug ihrer Klasse hohen Reisekomfort mit relativ guten Segelflugeigenschaften und guter Wendigkeit verband.
Etwa 30 G 109A wurden später mit dem 87 PS starken 2400-cm³-Limbach-Flugmotor und mit einem modernen, elektrisch geregelten Constant-Speed-Verstellpropeller MTV-1-A/L der Firma Mühlbauer ausgestattet. Durch die Kombination von neuem Motor und Propeller erhielt das Muster den blauen Umweltengel für besonders niedrige Geräuschemission, diese sank von 65,9 dB(A) auf 61,3 dB(A). Diese Version wurde in einer Kooperation des Luftsportclubs Babenhausen mit dem Luftfahrttechnischen Betrieb Korff/Dietzenbach (jetzt Mainbullau) entwickelt und zur Musterzulassung durch das Luftfahrt-Bundesamt gebracht. Auch sind mindestens zwei Umrüstungen auf Rotax 912 sowie mindestens eine Umrüstung auf einen Sauer-Flugmotor ST 2500 H1S mit 68 kW (92 PS) dokumentiert.
Die ersten zwei Maschinen der Grob G 109 (Werknr. 6001 und 6010) wurden mit einer Spannweite von nur 15 m ausgeliefert. Die erste (Prototyp Werknr. 6001) fliegt jetzt in Bicester/England als G-CHTW. Die zweite (6010) ist mit dem Kennzeichen D-KAMB in Deutschland zugelassen und derzeit am Flugplatz Kamp-Lintfort (EDLC) beheimatet. Insgesamt wurden 151 G 109A gefertigt.

## Grob G 109B
Das 1983 erschienene und mittlerweile ebenfalls nicht mehr hergestellte Flugzeug bekam den von Grob speziell für dieses Muster entwickelten Motor 'Grob 2500 E1' mit einer Leistung von 87 PS bei einer Drehzahl von 3000/min. Die Spannweite beträgt 17,4 m. Die höchstzulässige Geschwindigkeit (VNE) beträgt 240 km/h, die Reisefluggeschwindigkeit liegt bei 170 km/h, dabei werden etwa 15 Liter Super pro Stunde verbraucht. Der minimale Verbrauch liegt mit dem serienmäßigen Grob-Triebwerk bei 12 l/h, das Tankvolumen beträgt 100 l (72 kg).
Gegenüber dem Vorgängermodell G 109A unterscheidet sich die B-Version optisch vor allem durch die nach oben schwenkenden Flügeltüren, die kleinen Seitenfenster im Fußraum vor den Tragflächen und ihre leicht erhöhte Flügelspannweite. Weitere Merkmale sind die Fußspitzenbremsen an den Seitenruderpedalen, durch die sich jedes Rad des Hauptfahrwerkes unabhängig von der Stellung des Seitenruders abbremsen lässt. Dadurch wurde das Bodenhandling entscheidend verbessert. Ebenso konnte die Steigleistung durch den stärkeren Motor verbessert werden, die bei der A-Version mit dem 2000-cm³-Limbach-Motor insbesondere im Regen zu wünschen übrig ließ.
Die G 109B wurde ebenso wie die A-Version serienmäßig mit einem 160-cm-Hoffmann-Verstellpropeller ausgerüstet, der über drei Stellungen verfügt: Start, Reise und Segeln.
Grob stattete die G 109B mit einem serienmäßigen Klappmechanismus für die Tragflächen aus, so dass diese vor dem Einstellen in die Halle an den Rumpf geklappt werden konnten, um stets knappen Platz im Hangar zu sparen. Diese Konstruktion erhielt auch automatische Querruderanschlüsse, so dass das Auf- und Abrüsten zügig und sicher von der Hand geht.
Insgesamt ist die B-Version als gelungene Weiterentwicklung zu betrachten, auch wenn sie nicht die ursprüngliche Wendigkeit der A-Version besitzt.
Ab 2001 wurden durch den Musterbetreuer etwa 30 G 109B mit einem 130-PS-Turbomotor der Firma Limbach und einem elektrisch angetriebenen Verstellpropeller ausgestattet, was die Flugleistungen im Motorflug deutlich verbesserte. Mit verstärktem Rumpf wird diese Version zum kostengünstigen Schlepp von Segelflugzeugen verwendet. Der Verbrauch liegt dann bei etwa 25 l/h, was ungefähr die Hälfte dessen ist, was herkömmliche Schleppflugzeuge mit Lycoming- oder Continental-Triebwerken verbrauchen. Insgesamt wurden 325 G 109B produziert.

## Technische Daten
| Kenngröße              | G 109A               | G 109B                |
| ---------------------- | -------------------- | --------------------- |
| Besatzung              | 1                    | 1                     |
| Passagiere             | 1                    | 1                     |
| Länge                  | 7,88 m               | 8,10 m                |
| Flügelspannweite       | 16,60 m              | 17,40 m               |
| Flügelfläche           | 20,4 m²              | 19,0 m²               |
| Streckung              | 13,5                 | 15,9                  |
| Flächenprofil          | E 572                | E 580                 |
| Gleitzahl              | 30 bei 115 km/h      | 28 bei 115 km/h       |
| Geringstes Sinken      | 1,16 m/s bei 95 km/h | 1,10 m/s bei 108 km/h |
| max. Startmasse        | 825 kg               | 850 kg                |
| Flächenbelastung       | 40,4 kg/m²           | 44,7 kg/m²            |
| Mindestgeschwindigkeit | 76 km/h              | 70 km/h               |
| Höchstgeschwindigkeit  | 240 km/h             | 240 km/h              |
| Dienstgipfelhöhe       | 5400 m               | -- m                  |

## Zwischenfälle und Flugunfälle
Am 3. August 1997 kollidierte nahe Schopfheim eine Grob G 109 mit einem Modellflugzeug. Dabei stürzten sowohl der Motorsegler als auch das Modellflugzeug zu Boden; der Pilot des Motorseglers sowie sein Fluggast kamen ums Leben. Als Ursache wurde festgestellt, dass sowohl der Modellflugpilot den Motorsegler als auch umgekehrt der Pilot des Motorseglers die Modellflugzeuge zu spät erkannt hatten. Zudem flog der Motorsegler wahrscheinlich deutlich niedriger als die gemäß LuftVO am Unfallort vorgeschriebene Mindestflughöhe von 600 Metern über Grund. Eine technische Ursache wurde ausgeschlossen.
Am 17. Juni 2000 stürzte eine Grob G 109B auf ihrem Weg vom Flugplatz Freiburg zum Flugplatz Konstanz nahe Kirchzarten in ein Waldgebiet. Sowohl der Pilot als auch sein Begleiter kamen dabei ums Leben. Die anschließende Flugunfalluntersuchung schloss einen technischen Defekt am Flugzeug aus, es handelte sich wahrscheinlich um einen Pilotenfehler: Die Absturzstelle befand sich rund 800 Meter vor einem Berggipfel in einem Gelände mit starkem Anstieg. Der abschließende Untersuchungsbericht kommt zu dem Schluss, dass der Pilot diesen Anstieg unterschätzte und den Berggipfel in zu geringer Höhe anflog. Er versuchte zu spät, auf die notwendige Höhe zu steigen, wodurch es aufgrund der zu starken Steigung zu einem Strömungsabriss kam. Hierdurch kippte die rechte Tragfläche ab, der Pilot hatte keine Chance mehr, das Flugzeug vor dem Aufprall noch abzufangen. Stattdessen hätte er eine Umkehrkurve fliegen und vor Überflug des Gipfels mehr Höhe gewinnen können.
Ein weiterer Absturz ereignete sich am 7. Mai 2006, als eine Grob G 109 mit einer Cessna 172 beim Landeanflug am Flugplatz Aschaffenburg zusammenstieß. Die Grob G 109 stürzte dabei nahe Ringheim zu Boden, wobei beide Insassen verstarben. Die Cessna konnte mit schweren Beschädigungen sicher landen. Ursächlich waren Fehler beider Piloten, eine technische Ursache konnte mit hoher Sicherheit ausgeschlossen werden.
Bei dem Start einer Grob G 109B kam es am 27. August 2007 am Flughafen Lahr zu einem Absturz, bei dem der Pilot ums Leben kam. Als Ursache konnte ermittelt werden, dass die rechte Cockpittür des Flugzeugs beim Start nicht verriegelt war. Kurz nach Abheben des Flugzeugs öffnete diese sich, sodass sich die aerodynamischen Eigenschaften des Flugzeugs stark veränderten. Das Flugzeug drehte sofort nach rechts ab, die Kurve wurde immer enger, bis die Strömung abriss und das Flugzeug abstürzte. Die Flugunfalluntersuchung ergab, dass die geöffnete Cockpittür die Unfallursache darstellte; ein technischer Mangel am Flugzeug konnte nicht festgestellt werden.
Am 16. Juli 2011 kam es zu einem weiteren Absturz einer Grob G 109B auf dem Flug vom Flugplatz Bad Dürkheim zum Flugplatz Worms. Unmittelbar nach dem Start in Worms, nur rund 200 Meter hinter dem Ende der Startbahn, stürzte das Flugzeug ab. Der Pilot und der zweite Insasse wurden dabei schwer verletzt, das Flugzeug vollständig zerstört. Ursächlich war eine zu geringe Geschwindigkeit beim Abheben und daraufhin ein Kontrollverlust des Flugzeugs, mutmaßlich infolge einer Windböe. Ein technischer Mangel am Flugzeug konnte nicht festgestellt, aber auch nicht sicher ausgeschlossen werden.